# 25322 Rebeccajean
25322 Rebeccajean è un asteroide della fascia principale. Scoperto nel 1999, presenta un'orbita caratterizzata da un semiasse maggiore pari a 2,3191396 UA e da un'eccentricità di 0,0765754, inclinata di 2,95555° rispetto all'eclittica.